# Sembawang (metrostation)
Sembawang is een metrostation van de metro van Singapore. Het is het meest noordelijke station van de North South Line.